# 賓厄姆鎮區 (密歇根州利勒諾縣)
賓厄姆鎮區（英語：Bingham Township）是位於美國密歇根州利勒諾縣的一個行政鎮區。

## 地方資料
賓厄姆鎮區的面積為101.80平方千米，當中陸地面積為61.10平方千米，而水域面積為40.70平方千米。根據2020年美國人口普查的數據，當地共有人口2577人，而人口密度為每平方千米25.31人。